# Fonfría (Torre del Bierzo)
Fonfría es una localidad del municipio leonés de Torre del Bierzo, en la Comunidad Autónoma de Castilla y León.

## Localidades limítrofes
Confina con las siguientes localidades:
- Al norte con Santa Cruz de Montes y Santa Marina de Torre.
- Al sureste con Argañoso y Viforcos.
- Al sur con Foncebadón.
- Al oeste con Matavenero y Poibueno.
- Al noroeste con San Facundo y San Andrés de las Puentes.

## Demografía
Evolución de la población
| Gráfica de evolución demográfica de Fonfría entre 2000 y 2017      |
|                                                                    |
| Población de derecho (2000-2017) según el padrón municipal del INE |

## Historia
Así se describe a Fonfría en el tomo VIII del Diccionario geográfico-estadístico-histórico de España y sus posesiones de Ultramar, obra impulsada por Pascual Madoz a mediados del siglo XIX:

Lugar en la provincia de León (11 leguas), partido judicial de Ponferrada (6), diócesis de Astorga (13), audiencia territorial y capitanía general de Valladolid (27), ayuntamiento de Albares de la Ribera; Situado en la parte baja de la sierra de su nombre con exposición al S. Tiene 20 casas cubiertas de paja; iglesia (El Espíritu Santo) anejo de Poibueno, servida por un vicario que pone el párroco de la matriz; y buenas aguas potables. Confina N Santa Cruz de Montes; E la Maluenga; S Poybueno, y O Santibáñez de Montes. El terreno es de mala calidad y montuoso. Los caminos locales carreteros, y en malísimo estado. Producciones: centeno, patatas, y pastos, para el ganado vacuno y cabrío que cría. Población: 16 vecinos, 74 almas. Contribución: con el ayuntamiento.
Diccionario geográfico-estadístico-histórico de España y sus posesiones de Ultramar